# رانده شده (فیلم ۱۳۵۴)
رانده شده فیلمی به کارگردانی و نویسندگی سیامک یاسمی محصول سال ۱۳۵۴ خورشیدی است. «رانده شده» اولین فیلم پرویز حجازی در مقام تهیه کنندگی در استودیو «کامرافیلم» می‌باشد.

## داستان
مریم، که در کافهٔ قدرت برنامه اجرا می‌کند، با سهراب خان، که قاضی دادگستری و آدم منتفذی است، آشنا می‌شود و با او ازدواج می‌کند. مدتی بعد سهراب خان متوجه شغل سابق همسرش می‌شود و پس از مرافعه او را از خود می‌راند. شهین با جوان آس و پاسی به نام رضا آشنا می‌شود و بچه ای را، که از سهراب آبستن است، به دنیا می‌آورد. نازی بزرگ می‌شود و با تبانی احمد، با حقه بازی و اخاذی از افراد متمول، زندگی خود را می‌گذرانند. نازی به عقد پسر عمویش بهرام در می‌آید؛ اما قدرت که ازدواج آن دو را مخل کار خود می‌داند در برابر بهرام و عمویش سهراب فاش می‌کند که نازی دختری است که در کاباره کار می‌کند. نازی در مرافعه ای ناخواسته قدرت را به قتل می‌رساند و به زندان می‌افتد. در دادگاه نازی به دلیل قتل غیرعمد آزاد می‌شود، و با رضا ازدواج می‌کند و سهراب پس از سال‌ها همسر و دختر گم شدهٔ خود را بازمی‌یابد.

## بازیگران
اسامی بازیگران به ترتیب نمایش در عنوان‌بندی آغازین فیلم:
1. رضا بیک ایمانوردی به نقش رضا
2. جمیله به نقش نازی
3. [تقی] مختار به نقش بهرام
4. جمال وفایی به نقش احمد
5. [علی] میری
6. شهین به نقش مریم
7. [محسن] مهدوی به نقش سهراب خان
8. [منوچهر] اخضرپور
9. شهناز
10. [مهدی قلی] صفاپور
11. اکبر اصفهانی
12. حسین شهاب

## گروه موسیقی
- روبیک منصوری: موسیقی متن فیلم و میکساژ

در فیلم «رانده شده» چهار ترانه و آواز به ترتیب زیر اجرا می‌شود:
۱- ترانهٔ ای خدا با صدای هایده (آخرین همکاری هایده و همایون خرم)
- همایون خرم: آهنگساز
- محمد علی شیرازی: ترانه‌سرا
- مارسل استپانیان: تنظیم‌کننده

۲- ترانه میانی فیلم در سکانس آزادی رضا و احمد با صدای جمال وفایی
- حسین صمدی: آهنگساز
- محمد علی شیرازی: ترانه‌سرا

۳- ترانهٔ «گفتی قر بده» سکانس کاباره با صدای عهدیه و آواز جمال وفایی
- حسین واثفی: آهنگساز
- محمد علی شیرازی: ترانه‌سرا

۴- ترانهٔ پایانی فیلم با صدای عهدیه
- حسین واثفی: آهنگساز
- محمد علی شیرازی: ترانه‌سرا